# Scott Allen
Pour les articles homonymes, voir Allen.
Scott Ethan Allen (né le 8 février 1949 à Newark, New Jersey), est un ancien patineur artistique américain.
Il a gagné, 2 jours avant son 15e anniversaire, une médaille de bronze olympique en 1964. Il devint, ainsi, le plus jeune médaillé à des Jeux olympiques d'hiver. Il a également remporté la médaille d'argent aux Championnats du monde de 1965. Après sa carrière dans le patinage artistique, Scott intégra l'université Havard. Il fut diplômé en 1971.

## Palmarès
| Compétition                     | 1962 | 1963 | 1964 | 1965 | 1966 | 1967 | 1968 |  |  |  |  |  |  |  |
| Jeux olympiques d'hiver         |      |      | 3e   |      |      |      |      |  |  |  |  |  |  |  |
| Championnats du monde           | 8e   | 5e   | 4e   | 2e   | 4e   | 5e   | 4e   |  |  |  |  |  |  |  |
| Championnats d'Amérique du Nord |      | 3e   |      | 2e   |      | 2e   |      |  |  |  |  |  |  |  |
| Championnats des États-Unis     | 2e   | 2e   | 1er  | 2e   | 1er  | 2e   | 4e   |  |  |  |  |  |  |  |
|                                 |      |      |      |      |      |      |      |  |  |  |  |  |  |  |